# Lars Hansson (civilingenjör)
Lars Hansson, född 16 september 1942 i Halmstad, är en svensk civilingenjör och mediechef som varit utbildningschef på Ericsson och verkställande direktör för Utbildningsradion.
Hansson läste till civilingenjör på Lunds tekniska högskola under 1960-talet och arbetade därefter på telekomföretaget Ericsson, bland annat med kundutbildning, datakommunikation och internationell marknadsföring. Han rekryterades som ny verkställande direktör för Utbildningsradion 1986 där han efterträdde bolagets första vd, Börje Dahlqvist.
Efter tolv år på posten avgick Hansson 1998 som vd för Utbildningsradion. Skarp facklig kritik och oenighet med staten om UR:s framtid angav Hansson som skäl för sin avgång. Hansson hade fått kritik för omorganisationer och för att ha gett företaget en för kommersiell profil. Hansson beskrev kritiken som ett uttryck för olika syn på om UR skulle vara ett utbildningsföretag eller journalistiskt företag.